# بخش مرکز نورث فیلد (شهرستان سامیت، اوهایو)
بخش مرکز نورث فیلد (به انگلیسی: Northfield Center Township) یک منطقهٔ مسکونی در ایالات متحده آمریکا است که در شهرستان سامیت، اوهایو واقع شده‌است.
 بخش مرکز نورث فیلد ۱۳٫۸ کیلومتر مربع مساحت و ۴٬۹۳۱ نفر جمعیت دارد و ۲۹۶ متر بالاتر از سطح دریا واقع شده‌است.